# Gyalókay Miklós
Gyalókay Miklós, Gyalókay Miklós János, szlovákul Mikuláš Gyalokay (Komárom, 1891. december 26. – ?) főmérnök.

## Élete
Gyalókay László püspöki titkár és Antal Mária fiaként született, 1892. január 12-én keresztelték. A Pozsonyi Evangélikus Líceumban tanult, majd a budapesti József Műegyetemen végzett. Az Alsócsallóközi és Csilizközi Ármentesítő és Belvízlevezető Társulat igazgató főmérnöke lett. A komáromi református egyházmegye főmérnöke, illetve az egyházkerület világi képviselője volt.
A komáromi városi építészeti bizottság tagja, illetve a Komáromi Korona Bank igazgatósági tagja volt.

## Művei
- 1942 Síkvidéki területek lefolyási tényezőjének megállapítása. Budapest.
- 1970 Komplexný manipulačný poriadok pre odvodňovací systém Žitného ostrova. Záverečná správa. Bratislava. (tsz. Jozef Procházka)
- 1972 Ochrana Žitného ostrova pred vodami. Bratislava.